# Clara Blumenfeld
Clara Blumenfeld (* 15. Juni 1889 in Hamburg; † 19. September 1978 in Wyk auf Föhr) war eine deutsche Malerin und Illustratorin.

## Leben
Clara Blumenfeld war die Tochter des vermögenden jüdischen Reeders Bernhard Blumenfeld und dessen Ehefrau Helene, Tochter des Hamburger Kaufmanns Nicolaus Joseph Karpeles. Sie hatte noch drei Geschwister:
- Martha Blumenfeld (* 20. April 1878; † 23. September 1940 in Brandenburg, ermordet im Rahmen der Aktion T4)[1];
- Ernst Blumenfeld (* 15. September 1880; † 1927), Reeder; sein Sohn war der Kaufmann und Politiker Erik Blumenfeld;
- Otto Blumenfeld, Kaufmann.

Nach einer schweren Krankheit in jungen Jahren blieb sie zeit ihres Lebens mehr oder weniger taub und musste früh lernen, die Sprache ihrer Familienangehörigen und der Freunde von den Lippen abzulesen.
Im Elternhaus verkehrten unter anderem Albert Ballin von der HAPAG, der Schriftsteller Gerhart Hauptmann und die Maler Alexandra Povòrina, Max Slevogt, Lovis Corinth, Max Liebermann und Ivo Hauptmann, der sie später auch im Malen unterrichtete. Sie wurde von Friedrich Ahlers-Hestermann ausgebildet, der, wie auch andere Hamburger Sezessiononisten, zu ihren Freunden zählte und mit Alexandra Povòrina verheiratet war.
Sie reiste 1908 und 1927 nach Paris, 1911 nach Ägypten und 1929 nach Rom. Nach ihrer Rückkehr unternahm sie Studienreisen nach Amerika und Seeland.
Nach Verhängung der NS-Rassengesetze und aufgrund der stärker werden Repressionen flüchtete sie zusammen mit ihrem Bruder 1938 nach England. Sie lebten in Eastbourne und ab 1942 in der Grafschaft Cornwall; dort schränkte sie ihre Malerei ein, da sie starken Anteil am Schicksal ihres Bruders nahm, der trotz seines Status als Naziverfolgter zeitweise interniert war.
1950 kehrte sie nach Hamburg-Othmarschen zurück und lebte dort bis etwa 1960. Mit dem Geld für die Wiedergutmachung mietete sie sich ein Haus in Wyk auf Föhr.
Durch ihre Taubheit, die sie unselbstständig werden ließ, und durch die elterlichen Vermögensverhältnisse war sie nie gezwungen gewesen, die Malerei berufsmäßig auszuüben. So war sie auch niemals auf einer Ausstellung vertreten.
Neben Ölbildern, Aquarellen und Tuschzeichnungen, die unter dem Einfluss von Max Liebermann und den Sezessionisten entstanden, illustrierte sie Familien- und andere gesellschaftliche Ereignisse; Illustrationen von ihr erschienen in verschiedenen literarischen Werken.
Ihre Werke befinden sich im Hamburger Privatbesitz.

## Werke (Auswahl)
- Johann Karl August Musäus: Die Nymphe des Brunnens. Zeichnungen von Clara Blumenfeld. Bruno Cassirer, Berlin 1913.
- Laura Fitinghoff: Sieben kleine Heimatlose: Eine Kindergeschichte aus Schweden. Mit farbigen Vollbilden von Clara Blumenfeld. Originalübersetzung von Harriet Blumenfeld. Gundert, Stuttgart 1934.
- Edith Oppens: Der Mandrill. Hamburgs zwanziger Jahre. Mit Illustrationen von Clara Blumenfeld. Seehafen-Verlag Erik Blumenfeld, 1969.